# Разграбление Рима (фильм, 1920)
Разграбление Рима — немой фильм  снятый в 1920 году и вышедший на "большие экраны" в 1923 году. Был снят режиссерами Энрико Гуаццони и Джулио Аристида Сарторио, по мотивам разграбления Рима мятежниками из войск Карла V в 1527 году.
На родине фильм получил название "Мешок Рима"(ит. Il Sacco di Roma), однако, за рубежом картина вышла под названием «Разграбление Рима».